# Temporada 2022-23 de la AHL
La Temporada 2022-23 de la AHL es la temporada 87 de la American Hockey League. La temporada regular comenzó el 14 de octubre de 2022 y culminará el 16 de abril de 2023. Chicago Wolves es el campeón defensor.

## Sistema de competición
La liga consta de 32 equipos divididos en 4 divisiones a lo largo de 2 conferencias (este y oeste). La separación de equipos es la siguiente:

### Conferencia Este
- 7 equipos - División Norte
- 8 equipos - División Atlántico

### Conferencia Oeste
- 7 equipos - División Central
- 10 equipos - División Pacífico

Cada equipo jugará 72 partidos de temporada regular, recibiendo 2 puntos por victoria (ya sea en tiempo regular, tiempo extra o shootouts), 1 punto por derrota en shootouts o tiempo extra y 0 puntos por derrota en tiempo regular. Posteriormente, 23 equipos clasificarán a postemporada:
- 6 equipos de la División Atlántico (75 %)
- 5 equipos de la División Norte (71.43 %)
- 5 equipos de la División Central (71.43 %)
- 7 equipos de la División Pacífico (70 %)

## Equipos participantes

### Cambios en los equipos
- Stockton Heat se movilizó de Stockton a Calgary, renombrándose como Calgary Wranglers.[3]
- Con la entrada de Seattle Kraken a la NHL, su equipo de expansión: Coachella Valley Firebirds ingresó a la liga tomando el lugar de Stockton Heat en la división pacífico.[4]

### Información de los equipos
| División          | Equipo                         | Ciudad           | Estado             | Arena                            | Fundación        | Afiliación       | Entrenador          | Afiliado              |
| Conferencia Este  | Conferencia Este               | Conferencia Este | Conferencia Este   | Conferencia Este                 | Conferencia Este | Conferencia Este | Conferencia Este    | Conferencia Este      |
| ----------------- | ------------------------------ | ---------------- | ------------------ | -------------------------------- | ---------------- | ---------------- | ------------------- | --------------------- |
| Atlántico         | Bridgeport Islanders           | Bridgeport       | Connecticut        | Total Montgage Arena             | 2001             | 2001             | Brent Thompson      | New York Islanders    |
| Atlántico         | Charlotte Checkers             | Charlotte        | Carolina del Norte | Bojangles Coliseum               | 1990             | 1990             | Geordie Kinnear     | Florida Panthers      |
| Atlántico         | Hartford Wolf Pack             | Hartford         | Connecticut        | XL Center                        | 1926             | 1936             | Kris Knoblauch      | New York Rangers      |
| Atlántico         | Hershey Bears                  | Hershey          | Pensilvania        | Giant Center                     | 1938             | 1938             | Todd Nelson         | Washington Capitals   |
| Atlántico         | Lehigh Valley Phantoms         | Allentown        | Pensilvania        | PPL Center                       | 1996             | 1996             | Ian Laperriere      | Philadelphia Flyers   |
| Atlántico         | Providence Bruins              | Providence       | Rhode Island       | Amica Mutual Pavilion            | 1987             | 1987             | Ryan Mougenel       | Boston Bruins         |
| Atlántico         | Springfield Thunderbirds       | Springfield      | Massachusetts      | MassMutual Center                | 1975             | 1981             | Drew Bannister      | St. Louis Blues       |
| Atlántico         | Wilkes-Barre/Scranton Penguins | Wilkes-Barre     | Pensilvania        | Mohegan Sun Arena at Casey Plaza | 1981             | 1981             | J. D. Forrest       | Pittsburgh Penguins   |
| Norte             | Belleville Senators            | Belleville       | Ontario            | CAA Arena                        | 1972             | 1972             | Troy Mann           | Ottawa Senators       |
| Norte             | Cleveland Monsters             | Cleveland        | Ohio               | Rocket Mortgage FieldHouse       | 1994             | 2001             | Trent Vogelhuber    | Columbus Blue Jackets |
| Norte             | Laval Rocket                   | Laval            | Quebec             | Place Bell                       | 1969             | 1969             | Jean-François Houle | Montreal Canadiens    |
| Norte             | Rochester Americans            | Rochester        | Nueva York         | Blue Cross Arena                 | 1956             | 1956             | Seth Appert         | Buffalo Sabres        |
| Norte             | Syracuse Crunch                | Syracuse         | Nueva York         | Upstate Medical University Arena | 1992             | 1992             | Benoit Groulx       | Tampa Bay Lightning   |
| Norte             | Toronto Marlies                | Toronto          | Ontario            | Coca-Cola Coliseum               | 1978             | 1978             | Greg Moore          | Toronto Maple Leafs   |
| Norte             | Utica Comets                   | Útica            | Nueva York         | Adirondack Bank Center           | 1998             | 1998             | Kevin Dineen        | New Jersey Devils     |
| Conferencia Oeste |                                |                  |                    |                                  |                  |                  |                     |                       |
| Central           | Chicago Wolves                 | Rosemont         | Illinois           | Allstate Arena                   | 1994             | 2001             | Brock Sheahan       | Carolina Hurricanes   |
| Central           | Grand Rapids Griffins          | Grand Rapids     | Míchigan           | Van Andel Arena                  | 1996             | 2001             | Ben Simon           | Detroit Red Wings     |
| Central           | Iowa Wild                      | Des Moines       | Iowa               | Wells Fargo Arena                | 1994             | 2001             | Tim Army            | Minnesota Wild        |
| Central           | Manitoba Moose                 | Winnipeg         | Manitoba           | Canada Life Centre               | 1994             | 2001             | Mark Morrison       | Winnipeg Jets         |
| Central           | Milwaukee Admirals             | Milwaukee        | Wisconsin          | UW-Milkwaukee Panther Arena      | 1970             | 2001             | Karl Taylor         | Nashville Predators   |
| Central           | Rockford IceHogs               | Rockford         | Illinois           | BMO Harris Bank Center           | 1995             | 1995             | Anders Sorensen     | Chicago Blackhawks    |
| Central           | Texas Stars                    | Cedar Park       | Texas              | H-E-B Center at Cedar Park       | 1999             | 1999             | Neil Graham         | Dallas Stars          |
| Pacífico          | Abbotsford Canucks             | Abbotsford       | Columbia Británica | Abbotsford Centre                | 1932             | 1936             | Trent Cull          | Vancouver Canucks     |
| Pacífico          | Bakersfield Condors            | Bakersfield      | California         | Machanics Bank Arena             | 1984             | 1984             | Colin Chaulk        | Edmonton Oilers       |
| Pacífico          | Calgary Wranglers              | Calgary          | Alberta            | Scotiabank Saddledome            | 1977             | 1977             | Mitch Love          | Calgary Flames        |
| Pacífico          | Coachella Valley Firebirds     | Thousand Palms   | California         | Acrisure Arena                   | 2022             | 2022             | Dan Bylsma          | Seattle Kraken        |
| Pacífico          | Colorado Eagles                | Loveland         | Colorado           | Budweiser Events Center          | 2003             | 2018             | Greg Conin          | Colorado Avalanche    |
| Pacífico          | Henderson Silver Knights       | Henderson        | Nevada             | Dollar Loan Center               | 1971             | 1971             | Manny Viveiros      | Vegas Golden Knights  |
| Pacífico          | Ontario Reign                  | Ontario          | California         | Toyota Arena                     | 2001             | 2001             | Marco Sturm         | Los Angeles Kings     |
| Pacífico          | San Diego Gulls                | San Diego        | California         | Pechanga Arena                   | 2000             | 2000             | Roy Sommer          | Anaheim Ducks         |
| Pacífico          | San Jose Barracuda             | San José         | California         | Tech CU Arena                    | 1996             | 1996             | John McCarthy       | San Jose Sharks       |
| Pacífico          | Tucson Roadrunners             | Tucson           | Arizona            | Tucson Convention Center         | 1994             | 1994             | Steve Potvin        | Arizona Coyotes       |

## Temporada regular
En negrita los equipos clasificados a la Copa Calder

### Conferencia Este

#### División Atlántico
| Pos. | Equipos                         | PJ | PG | PE | PS | PP | GF  | GC  | Dif. | PTS | PCT  | Clasificación |
| ---- | ------------------------------- | -- | -- | -- | -- | -- | --- | --- | ---- | --- | ---- | ------------- |
| 1    | Providence Bruins               | 65 | 40 | 8  | 2  | 15 | 197 | 179 | +18  | 90  | .692 | Copa Calder   |
| 2    | Hershey Bears                   | 64 | 39 | 5  | 4  | 16 | 195 | 163 | +32  | 87  | .680 | Copa Calder   |
| 3    | Springfield Thunderbirds        | 65 | 35 | 2  | 5  | 23 | 210 | 190 | +20  | 77  | .592 | Copa Calder   |
| 4    | Charlotte Checkers              | 65 | 35 | 4  | 3  | 23 | 211 | 200 | +11  | 77  | .592 | Copa Calder   |
| 5    | Lehigh Valley Phantoms          | 65 | 34 | 3  | 3  | 25 | 198 | 19  | −1   | 74  | .569 | Copa Calder   |
| 6    | Hartford Wolf Pack              | 66 | 30 | 4  | 7  | 25 | 207 | 207 | 0    | 71  | .538 | Copa Calder   |
| 7    | Bridgeport Islanders            | 64 | 30 | 7  | 1  | 26 | 212 | 217 | −5   | 68  | .531 |               |
| 8    | Wilkes-Barre/Scracnton Penguins | 65 | 25 | 6  | 6  | 28 | 178 | 198 | −20  | 62  | .477 |               |

#### División Norte
| Pos. | Equipos             | PJ | PG | PE | PS | PP | GF  | GC  | Dif. | PTS | PCT  | Clasificación |
| ---- | ------------------- | -- | -- | -- | -- | -- | --- | --- | ---- | --- | ---- | ------------- |
| 1    | Toronto Marlies     | 65 | 40 | 3  | 2  | 20 | 210 | 199 | +11  | 85  | .654 | Copa Calder   |
| 2    | Rochester Americans | 66 | 33 | 5  | 3  | 25 | 215 | 215 | 0    | 74  | .561 | Copa Calder   |
| 3    | Syracuse Crunch     | 64 | 32 | 5  | 3  | 24 | 224 | 211 | +25  | 72  | .563 | Copa Calder   |
| 4    | Utica Comets        | 66 | 31 | 6  | 4  | 25 | 193 | 202 | −9   | 72  | .545 | Copa Calder   |
| 5    | Laval Rocket        | 66 | 28 | 7  | 3  | 28 | 230 | 231 | −1   | 66  | .500 | Copa Calder   |
| 6    | Cleveland Monsters  | 63 | 29 | 5  | 2  | 27 | 204 | 234 | −30  | 65  | .516 |               |
| 7    | Belleville Senators | 65 | 27 | 6  | 3  | 29 | 210 | 237 | −27  | 63  | .485 |               |

### Conferencia Oeste

#### División Central
| Pos. | Equipos               | PJ | PG | PE | PS | PP | GF  | GC  | Dif. | PTS | PCT  | Equipos     |
| ---- | --------------------- | -- | -- | -- | -- | -- | --- | --- | ---- | --- | ---- | ----------- |
| 1    | Milwaukee Admirals    | 64 | 39 | 3  | 2  | 20 | 214 | 181 | +33  | 83  | .648 | Copa Calder |
| 2    | Texas Stars           | 65 | 35 | 9  | 3  | 18 | 234 | 186 | +48  | 82  | .631 | Copa Calder |
| 3    | Manitoba Moose        | 66 | 34 | 5  | 4  | 23 | 206 | 205 | +1   | 77  | .583 | Copa Calder |
| 4    | Iowa Wild             | 65 | 31 | 5  | 5  | 24 | 194 | 193 | +1   | 72  | .554 | Copa Calder |
| 5    | Rockford IceHogs      | 64 | 30 | 5  | 4  | 25 | 191 | 213 | −22  | 69  | .539 | Copa Calder |
| 6    | Chicago Wolves        | 63 | 28 | 4  | 3  | 28 | 190 | 219 | −29  | 63  | .500 |             |
| 7    | Grand Rapids Griffins | 66 | 27 | 4  | 4  | 31 | 174 | 237 | −63  | 62  | .470 |             |

#### División Pacífico
| Pos. | Equipos                    | PJ | PG | PE | PS | PP | GF  | GC  | Dif. | PTS | PCT  | Equipos     |
| ---- | -------------------------- | -- | -- | -- | -- | -- | --- | --- | ---- | --- | ---- | ----------- |
| 1    | Calgary Wranglers          | 66 | 47 | 3  | 1  | 15 | 242 | 161 | +81  | 98  | .742 | Copa Calder |
| 2    | Coachella Valley Firebirds | 64 | 44 | 4  | 2  | 14 | 240 | 173 | +67  | 94  | .734 | Copa Calder |
| 3    | Abbotsford Canucks         | 67 | 37 | 3  | 4  | 23 | 216 | 194 | +22  | 81  | .604 | Copa Calder |
| 4    | Colorado Eagles            | 65 | 35 | 6  | 3  | 21 | 191 | 175 | +16  | 79  | .608 | Copa Calder |
| 5    | Ontario Reign              | 66 | 33 | 4  | 1  | 28 | 195 | 192 | +3   | 71  | .538 | Copa Calder |
| 6    | Bakersfield Condors        | 65 | 32 | 2  | 2  | 29 | 192 | 201 | −9   | 68  | .523 | Copa Calder |
| 7    | Tucson Roadrunners         | 66 | 30 | 7  | 0  | 29 | 202 | 218 | −16  | 67  | .508 | Copa Calder |
| 8    | San José Barracuda         | 65 | 28 | 1  | 4  | 32 | 183 | 222 | −39  | 61  | .469 |             |
| 9    | Henderson Silver Knights   | 66 | 24 | 0  | 5  | 37 | 178 | 205 | −27  | 53  | .402 |             |
| 10   | San Diego Gulls            | 65 | 19 | 2  | 1  | 43 | 166 | 255 | −89  | 41  | .315 |             |